# Jermaine Seoposenwe
Jermaine Seoposenwe (* 12. Oktober 1993 in Kapstadt) ist eine südafrikanische Fußballspielerin.

## Karriere

### Klub
Nach ihrer College-Zeit in den USA bei den Samford Bulldogs, kehrte sie in ihr Heimatland zurück und spielte ab Mai 2018 nun hier für den JVW FC. Gemeinsam mit Nothando Vilakazi, wechselte sie dann im April 2019 nach Litauen, um sich dort dem FC Gintra anzuschließen. Hier sammelte sie zwei Einsätze in der Champions League und gewann mit ihrem Team auch die Meisterschaft. Im Januar 2020 wechselte sie schließlich nach Spanien, wo sie nun für Betis Sevilla spielen sollte. Durch die COVID-19-Pandemie wurde die Saison aber früh abgebrochen, womit sie in der Liga lediglich auf zwei Einsätze kam. Zur Saison 2020/21 zog es sie so weiter nach Portugal, wo sie bei Sporting Braga unterkam. Hier lief es dann gleich viel besser und am Ende ihrer gut zwei Jahre hier, gewann sie im Jahr 2022 mit ihrem Team auch noch den Ligapokal.
Seit August 2022 ist sie nun in Mexiko beim FC Juárez aktiv.

### Nationalmannschaft
Mit der U17 nahm sie an der Weltmeisterschaft 2010 teil, wo sie zwar in der Gruppenphase zwei Tore und eine Vorlage beisteuerte, in jeder Partie jedoch mit ihrem Team eine teils sehr hohe Niederlage einstecken musste.
Bei den Olympischen Spielen 2016, gehörte sie mit zum Kader der A-Mannschaft beim Fußball-Turnier. Bereits in der Qualifikation im Jahr davor, machte sie in diesen Partien und beim Zypern-Cup 2015 bereits ihre ersten Tore. Mit ihrem Team gelang ihr aber jedoch erst im letzten Gruppenspiel gegen Brasilien mit einem 0:0 ein Punktgewinn, sodass man am Ende bereits zu diesem Zeitpunkt ausschied. Auch beim Afrika-Cup 2018 gehörte sie mit zum Turnierkader und erreichte hier mit ihrer Mannschaft das Finalspiel, an dessen Ende man jedoch im Elfmeterschießen mit 3:4 gegen Nigeria verlor.
Durch die Platzierung beim Afrika-Cup nahm sie mit ihrer Mannschaft dann auch an der Weltmeisterschaft 2019 teil. Dort kam sie in den ersten beiden Gruppenspielen zum Einsatz, welche beide verloren wurden. Am Ende schied ihre Mannschaft ohne Punkte als Gruppenletzter aus dem Turnier aus. Durch die COVID-19-Pandemie folgte ihre nächste Teilnahme am Afrika-Cup erst wieder mit der Ausgabe 2022. Erneut erreichte sie mit ihrem Team das Finale, wo man diesmal auf die Mannschaft von Marokko traf, diesmal obsiegte man in solch einer Partie und gewann erstmals den Titel des Afrikameisters. Schon mit der Halbfinalteilnahme, erreichte sie mit ihrem Team hier zudem die Qualifikation für die Weltmeisterschaft 2023.